# Baie de Sebastián Vizcaíno
La baie de Sebastián Vizcaíno (en espagnol : Bahía de Sebastián Vizcaíno) est une baie située le long de la côte ouest de la péninsule de Basse-Californie au Mexique.

## Géographie
La baie s'étend sur la côte Pacifique de la municipalité d'Ensenada en Basse-Californie.